# カイススリ属
Limnogeton属 は、半翅目コオイムシ科に属する分類群である。

## 形態
前足が鎌状になっている多くのコオイムシ科の種とは異なり、本属の種は前足が中足・後ろ足と同等の太さである。また、天狗のような鼻の長い見た目も特徴である。

## 生態
和名通り、貝を主食とする。

## 分布
アフリカ大陸からイスラエルにかけて生息する。

## 分類
本属には以下の4種が含まれる。
- Limnogeton expansum
- Limnogeton hedenborgi
- Limnogeton fieberi
- Limnogeton scutellatum